# Technological University of the Shannon: Midlands Midwest
Die Technological University of the Shannon: Midlands Midwest (kurz: TUS; irisch: Ollscoil Teicneolaíochta na Sionainne: Lár Tíre, an tIarthar Láir) ist eine öffentliche Technische Universität in Irland und die dritte dort jemals gegründete. Sie nahm ihren Betrieb im Oktober 2021 auf und ist das Ergebnis der Verschmelzung des 
- Athlone Institute of Technology (AIT) und des
- Limerick Institute of Technology (LIT).

AIT und LIT formten auf Grundlage des Technical Universities Act von 2019 ein Konsortium, das sich in Folge erfolgreich für den Status als Universität bewarb.
Die neu geschaffene TUS hat als Einzugsbereich die Midlands und Mittel-West-Region in Irland. Die sechs Campi sind in vier Countys in drei Provinzen Irlands verstreut. Diese liegen in Limerick, Athlone, Thurles, Clonmel und Ennis.